# Крутоголов, Виталий Васильевич
Виталий Васильевич Крутоголов (род. 5 мая 1974) — российский дзюдоист, чемпион и призёр чемпионатов России, чемпион и призёр командных чемпионатов Европы, мастер спорта России международного класса. Старший тренер клуба «Брандком — мастерс».

## Спортивные результаты
- Чемпионат России по дзюдо 1995 года — ;
- Чемпионат России по дзюдо 1996 года — ;
- Чемпионат России по дзюдо 1997 года — ;